# IBM WebSphere Application Server
A WebSphere Application Server (WAS) egy szoftvertermék, amely webes alkalmazásszerver szerepkört tölt be az IBM termékpalettáján. Pontosabban olyan szoftverkeretrendszer és köztes szoftver, amelyeken elhelyezhetők a Java alapú webalkalmazások, IBM WebSphere szoftvercsomag-zászlóshajótermékek is. Eredetileg Donald Ferguson készítette, aki később a Dell szoftver technológiai igazgatója (CTO) lett. Az első verziót 1998-ban adták ki.

## Architektúra
A WAS olyan nyílt szabványok felhasználásával készült, mint pl. Java EE, XML, és Webszolgáltatások. Használatát számos platformon támogatják: Windows, AIX, Linux, Solaris, i/OS és z/OS. A 6.1-es verziótól kezdve és jelenleg is a 8.5-ben a nyílt specifikációkhoz igazították az összes platformon.
Számos webszerverrel tud együttműködni, beleértve a következőket: Apache HTTP Server, Netscape Enterprise Server, Microsoft Internet Information Services (IIS), IBM HTTP Server for i5/OS, IBM HTTP Server for z/OS, és IBM HTTP Server for AIX/Linux/Microsoft Windows/Solaris. Alapértelmezett adminisztrációs portja a 9060-as, a 9080 pedig az alapértelmezett website publikációs port. Több Websphere példány installálása esetén ezek az értékek változtathatók.

## Verzió történet
| WebSphere verzió                                       | WebSphere Liberty (Continuous Delivery) | 9.0             | 8.5.5            | 8.5              | 8.0               | 7.0               | 6.1                  | 6.0                  | 5.1                  | 5.0                  | 4.0                 | 3.5                       |
| ------------------------------------------------------ | --------------------------------------- | --------------- | ---------------- | ---------------- | ----------------- | ----------------- | -------------------- | -------------------- | -------------------- | -------------------- | ------------------- | ------------------------- |
| Legfrissebb fixpack (javítócsomag) verzió (2017.02.22) | 16.0.0.4                                | 9.0.0.2         | 8.5.5.11         | 8.5.0.2          | 8.0.0.13          | 7.0.0.41          | 6.1.0.47             | 6.0.2.43             | 5.1.1.19             | 5.0.2                | 4.0.7               | 3.5.7                     |
| Kiadás dátuma                                          | 2016.dec.13.                            | 2016.június 24. | 2013. június 14. | 2012. június 15. | 2011. június 17.  | 2008. október 17. | 2006. június 30.     | 2004. december 31.   | 2004. január 16.     | 2003. január 3.      | 2001. augusztus 15. | 2000. augusztus 31.       |
| Támogatás vége                                         |                                         |                 |                  |                  | 2018. április 30. | 2018. április 30. | 2013. szeptember 30. | 2010. szeptember 30. | 2008. szeptember 30. | 2006. szeptember 30. | 2005. április 30.   | 2003. november 30.        |
| J2SE/Java SE                                           | 8 és 7                                  | 8               | 7                | 7                | 6                 | 6                 | 5                    | 1.4                  | 1.4                  | 1.3                  | 1.3                 | 1.2                       |
| JavaEE                                                 | 6 és 7                                  | 7               | 6                | 6                | 6                 | 5                 | 1.4                  | 1.4                  | 1.3                  | 1.3                  | 1.2                 | 1.2 (not fully compliant) |
| Servlet                                                | 3.1                                     | 3.1             | 3.0              | 3.0              | 3.0               | 2.5               | 2.4                  | 2.4                  | 2.3                  | 2.3                  | 2.2                 | 2.1&2.2                   |
| JSP                                                    | 2.3                                     | 2.3             | 2.2              | 2.2              | 2.2               | 2.1               | 2.0                  | 2.0                  | 1.2                  | 1.2                  | 1.1                 | 0.91 and 1.0&1.1          |
| JSF                                                    | 2.2                                     | 2.2             | 2.0              | 2.0              | 2.0               | 1.2               | 1.1                  | 1.0                  |                      |                      |                     |                           |
| EJB                                                    | 3.2                                     | 3.2             | 3.1              | 3.1              | 3.1               | 3.0               | 3.0                  | 2.1                  | 2.0                  | 2.0                  | 1.1                 | 1.0                       |
| JMS                                                    | 2.0                                     | 2.0             | 1.1              | 1.1              | 1.1               | 1.1               | 1.1                  | 1.1                  | 1.02                 |                      |                     |                           |
| JDBC                                                   | 4.1                                     | 4.1             | 4.0              | 4.0              | 4.0               | 4.0               | 3.0                  | 3.0                  |                      |                      |                     |                           |
| JPA                                                    | 2.1                                     | 2.1             | 2.0              | 2.0              | 2.0               | 2.0               | 1.0                  |                      |                      |                      |                     |                           |

Az IBM WebSphere alkalmazásszerver számos kiadást és verziót jelentetett már meg.
Az első béta verziókban a WebSphere-t Servlet Express-nek hívták.
Habár a verziózási séma szerint a x.1 és x.5 általában a minor verziót jelöli az szoftveriparban, a WebSphere v6.1 és v5.1 major (fő) verziók, csak úgy mint a WebSphere v8.5 és v3.5.

### WebSphere Liberty (Szabadság)
Az IBM új fix-pack (javító-csomag) verzió számozást vezetett be a WebSphere Liberty-vel. Az 16.0.0.2-es az első Liberty-s javítócsomag-verzió.

### 8.5.5-es verzió
A WebSphere alkalmazásszerver V8.5.5-ös változata jelentős bővítéseket tartalmaz a v8.5-höz képeset a Library profillal kapcsolatban. A WebSphere Application Server Liberty Core kiadás támogatja Liberty profil pehelysúlyú és dinamikus aspektusát.

### 8.5-ös verzió
A WebSphere alkalmazásszerver V8.5 ugyanazt a V8.0 által már nyújtott Java EE 6 és Java SE 6 megfelelést nyújtotta, valamint a Java SE 7-en való futtathatóságot is lehetővé tette megfelelő konfigurációval. Elsődlegesen V8.5-ben megjelenő új képesség a WebSphere Application Server Szabadság profilja és az intelligens menedzsment volt.
A WebSphere alkalmazásszerver szabadság profilja tartalmazza az összes kereskedelmi kiadást a web, mobil és OSGi alkalmazások számára a szerver pehelysúlyú profilján keresztül. Ez egy funkcionális részhalmaza a WebSphere alkalmazásszerver teljes profiljának, mind fejlesztéshez, mind éles működéshez használható. Az 50 Mb alatti install méretével, a 3 másodperc körül indulási idővel, és az új XML-alapú szerver konfigurációval, amely megengedi, hogy fejlesztési artifact-ként is használható legyen, segíti a fejlesztő produktivitását. Szerverképességei megnövelhetők különböző funkciókkal, melyek a szerver konfigurációs fájljában definiálhatók; funkciók hozzáadhatók ill. eltávolíthatók dinamikusan OSGi szolgáltatások belső használatán keresztül.
Az intelligens menedzsment képesség a hálózati telepítéssel és a WebSphere alkalmazásszerver z/OS kiadásával került be. Ez integrálja a kiegészítő funkciókat, melyek korábban külön voltak elérhetők a WebSphere Virtual Enterprise (WVE)-ben: alkalmazás kiadások, szerverépség menedzsment, dinamikus fürtözhetőség és intelligens útválasztás (routing).

### 8.0-as verzió
Ezt a verziót 2011. június 17-én adták ki. Ez Java EE 6 specifikációnak megfelelő alkalmazásszerver volt. Tartalmazta azokat a képességeket, amelyeket a WebSphere Application Server V7 feature packjaiból örökölt. Telepíteni pedig már az IBM Installation Manager-rel lehetett.

### 7.0-es verzió
Ezt a verziót 2008. szeptember 9-én adták ki, ami már a Java EE 5 specifikációnak is megfelelt.
Főbb új tulajdonságai a következők voltak:
- Flexibilis menedzsment: A flexibilis menedzsment megkönnyítette az adminisztrációját a nagy számú WebSphere Application Server alapú kiadásoknak, és hálózati telepítési topológiák térbeli elosztását tették lehetővé.
- Üzleti szintű alkalmazások: Az üzleti szintű alkalmazások arra használhatók, hogy képesek legyenek menedzselni alkalmazás artifactokat, függetlenül az alkalmazások csomagolásától, ill. a programozási modelltől.
- Property alapú konfiguráció: A property alapú konfigurációs lehetőség leegyszerűsíti az automatikus adminisztrációt: az adminisztrátor frissítheti a WebSphere Application Server 7-es verziójának konfigurációját egy egyszerű property fájl segítségével.

A WebSphere alkalmazásszerver V7 általános elérhetőségi ideje és WebSphere alkalmazásszerver V8 2011-es megjelenése között számos kiegészítő képességet tettek elérhetővé a V7 számára ún. feature packs (magyarul funkció csomagok) formájában, melyek opcionálisan hozzáadhatók egy V7 installhoz. Egy funkciócsomagnak ugyanolyan a minősége és támogatása, mint a fő verzió-kiadásoknak – céljuk, hogy új innovációt szállítsanak a következő fő verzió kiadás megjelenése előtt. A következő funkciócsomagokat adták ki a WebSphere alkalmazásszerver V7-hez:
- Modern Batch funkciócsomag
- OSGi alkalmazások és JPA 2.0 funkciócsomag
- SCA funkciócsomag
- Web 2.0 és mobil funkciócsomag
- XML funkciócsomag
- kommunikációóra alkalmas alkalmazások funkciócsomag

### 6.1-es verzió
Ez a verzió 2006. június 30-án jelent meg.

### 6.0-s verzió
Ezt a verziót 2004. december 31-én adták ki, amely megfelelt a Java EE specifikáció 1.5-ös változatának.
Főbb funkciói:
- A biztonsági kiegészítések keretében támogatást nyújt a JACC 1.0-hoz és (pre-OASIS) WS-Security 1.0.-hoz.
- Támogatja a Java Standard Edition 1.4-et
- Community Edition (szabadon használható, támogatás ingyenes)
Kódbázisa a Apache Geronimo projekt

### 5.1-es verzió
Ezt a verziót 2004. január 16-án adták ki, amely megfelel a J2EE 1.4-es specifikációnak.
Kiadott változatai a következők voltak:
- Express
- Base
- Network Deployment
- WebSphere Application Server for z/OS
Ez a verzió volt az első, amely támogatja zAAP motorokat.
- WebSphere Business Integration Server Foundation V5.1

### 5.0-s verzió
Ezt a verziót 2002. november 19-én adták ki, amely megfelel a J2EE 1.3-as specifikációnak. Főleg a V3/V4 kódbázis újraírásából keletkezett, és ez volt az első WebSphere Application Server verzió, amely egy közös kódbázison alapult. Innentől kezdve a WAS az összes telepíthető platformjára írt verzió az Intel x86-tól kezdve a mainframe-ig lényegileg ugyanazon a kódbázison alapult. Az adatbázis alapú konfigurációs repository-t kicserélték egy XML fájl alapú konfigurációs repository-ra.

### 4.0-s verzió
Ez a verzió J2EE 1.2 képes alkalmazásszerver volt. Mindegyik örökölte az adatbázis alapú konfigurációs modellt a V3.x-ből, de a single-server edition már XML adattárolást használt.
Következő változatai ismertek:
- AE (Advanced Edition)
- AEs (Advanced Edition single). Single-server edition (egy szerveres kiadás), amely nem volt képes futni klaszteres (fürt) konfigurációban.
- AEd (Developer Edition). Funkcionálisan ekvivalens az AEs-vel, de nem produkciós fejlesztői környezetben használható volt.
- EE (Enterprise Edition)

### 3.5-as verzió (és 3.0-as)
A WebSphere 3.5 volt az első szélesebb körben elterjedt WebSphere verzió.

### 2.0-s verzió
Az IBM hozzáadta a JavaBean-t, CORBA és Linux támogatást. Két változatban adták ki: Standard Edition (SE) és Advanced Edition (AE).

### 1.0-s verzió
Az első verziót 1998 júniusában adták ki, ami elsődlegesen egy Java Servlet motor volt.